# Jamaica Defence Force
La Forza di Difesa della Giamaica (in inglese Jamaica Defence Force o JDF) costituisce l'unica forza armata della nazione caraibica della Giamaica; essa si compone di tre branche distinte, benché riunite sotto un unico comando: le forze terrestri, l'aeronautica militare e la guardia costiera.
Scopo principale della JDF è la difesa della Giamaica da qualsiasi minaccia interna ed esterna: le forze militari giamaicane sono incaricate della salvaguardia dell'integrità territoriale della nazione e della protezione delle sue acque territoriali e del suo spazio aereo, come pure di collaborare con la forza di polizia locale (Jamaica Constabulary Force) e con le autorità civili nel mantenimento dell'ordine interno, nel controterrorismo e nel soccorso alla popolazione in caso di catastrofi e calamità naturali.

## Storia

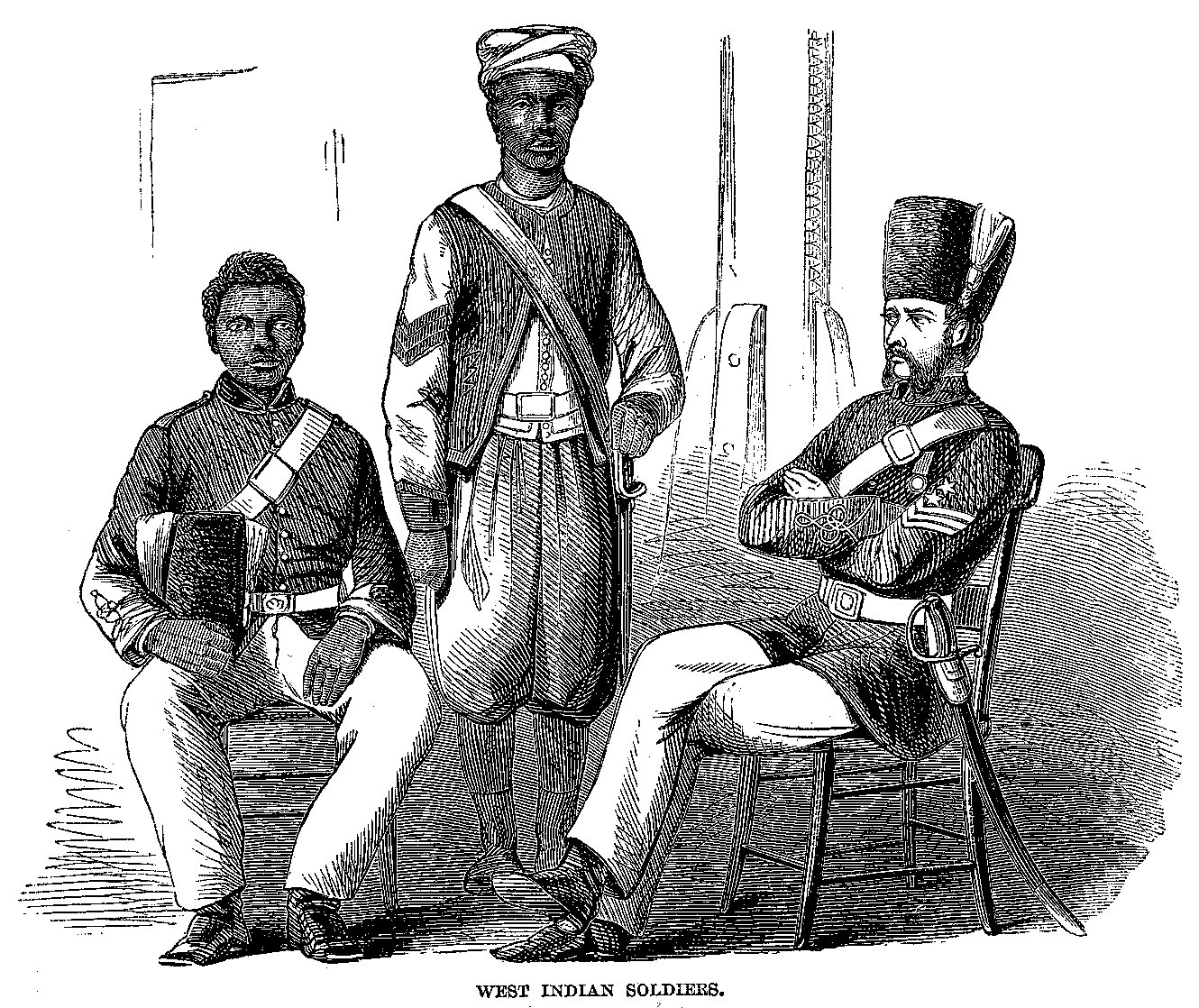
Soldati giamaicani in un'illustrazione del 1861

Le prime unità armate di nativi della Giamaica vennero formate nel 1662 come "Jamaica Militia" ("Milizia della Giamaica"), poco dopo la completa conquista dell'isola da parte degli inglesi: incaricata della difesa interna l'unità manteneva un organico minimo in tempo di pace, anche se la sua consistenza arrivò a contare 11.000 uomini all'inizio del XIX secolo, ripartiti tra 18 reggimenti di fanteria (uno per ognuna delle 18 parrocchie dell'isola) e tre reggimenti di cavalleria (uno per ognuna delle tre contee in cui era divisa l'isola); l'unica azione contro un nemico esterno si ebbe nel 1694, quando formazioni della milizia giamaicana furono impiegate per respingere un'invasione di truppe francesi nel sud dell'isola, ma per il resto l'unità fu impegnata solo in operazioni di ordine interno, in particolare nella repressione di rivolte ed insurrezioni di schiavi. Nel 1906, visto il permanente stato di pace della regione caraibica, la Jamaica Militia venne ufficialmente sciolta; alcuni degli ex appartenenti all'unità diedero vita ad una formazione semi-ufficiale "part-time", il St Andrew Rifle Corps, che nel 1914 venne rinominata Kingston Infantry Volunteers prestando servizio come forza di difesa interna durante la prima guerra mondiale. Nel 1939 la formazione cambiò nuovamente nome in Jamaica Infantry Volunteers, prima di essere fusa nel nuovo Jamaica Regiment nel 1944.
Un gran numero di giamaicani si offrì poi volontario per il West India Regiment (WIR), un'unità regolare dell'esercito britannico creata nel 1795 e composta per intero da nativi delle colonie dei Caraibi: il reggimento prese parte alle operazioni delle guerre napoleoniche nel settore caraibico, alla guerra anglo-americana del 1812 ed alle guerre Anglo-Ashanti nell'attuale Ghana tra il 1826 e il 1896; il 13 marzo 1896 il caporale (poi sergente) William James Gordon del 1º Battaglione del WIR divenne il primo ed unico giamaicano ad essere insignito della Victoria Cross, la massima onorificenza militare britannica, per aver salvato la vita al suo ufficiale superiore. Nel corso della prima guerra mondiale i vari battaglioni del West India Regiment e del nuovo British West Indies Regiment (creato nel 1915) misero in campo circa 15.600 uomini (circa 2/3 dei quali giamaicani), impiegati nella campagna dell'Africa Occidentale, nella campagna dell'Africa Orientale Tedesca e nella campagna del Sinai e della Palestina. Sciolto il WIR nel 1927 per motivi economici, volontari giamaicani parteciparono alla seconda guerra mondiale all'interno del Caribbean Regiment britannico, anche se l'unità non fu mai impiegata sulla linea del fronte ma solo in compiti di retrovia.
Con la fondazione della Federazione delle Indie Occidentali nel 1958, il West India Regiment fu riattivato come forza armata del neonato organismo che raccoglieva le ex colonie britanniche dei Caraibi, ed il Jamaica Regiment fornì il nucleo per il 1º Battaglione dell'unità; con il fallimeno della Federazione all'inizio degli anni '60, la Giamaica proclamò la piena indipendenza all'interno del Commonwealth delle nazioni il 6 agosto 1962: il WIR fu suddiviso tra le varie nazioni sorte dallo scioglimento della Federazione, ed il 1º Battaglione costituì il nucleo originario della moderna Jamaica Defence Force, istituita formalmente il 31 luglio 1962.

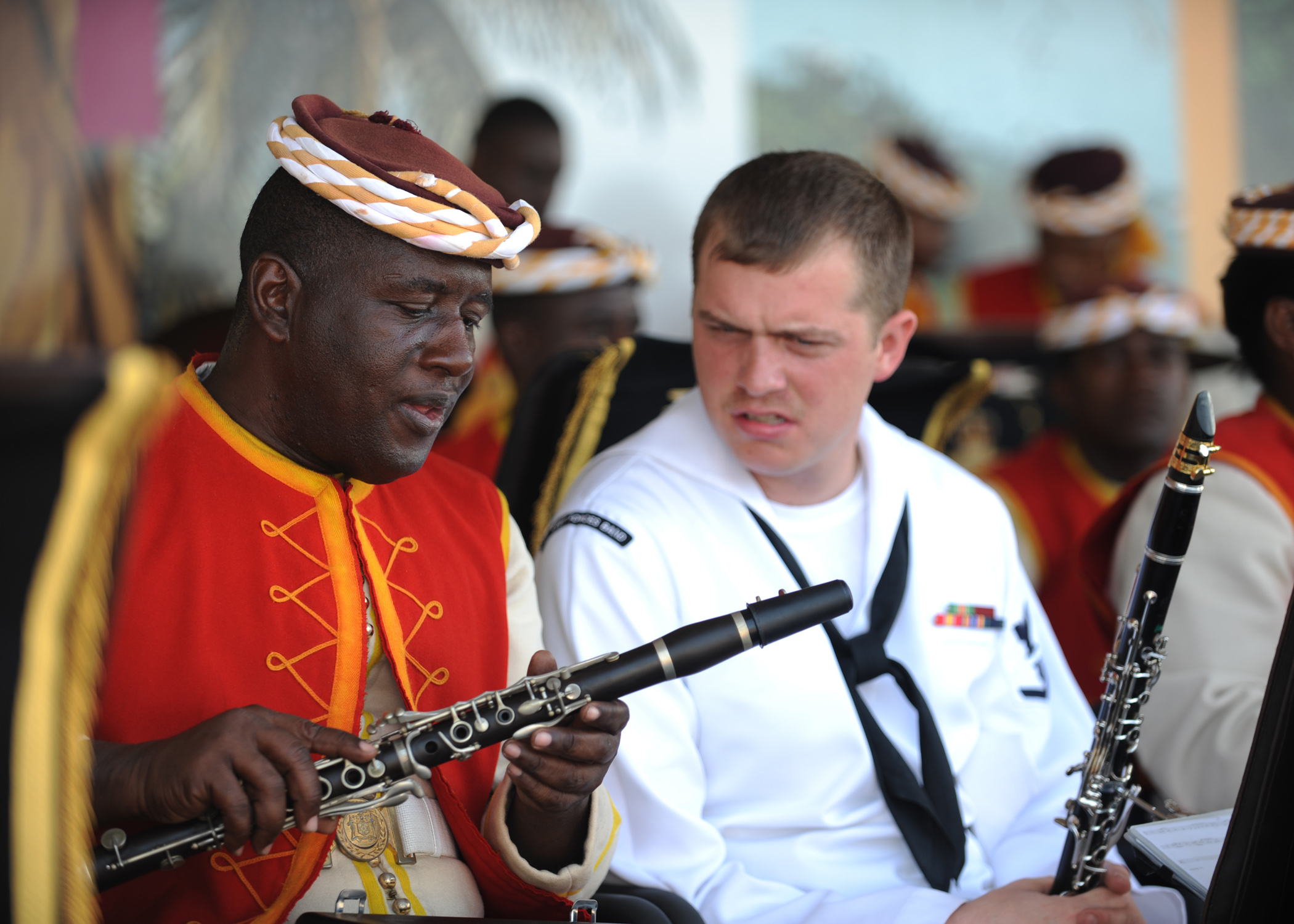
Un membro della banda musicale della JDF in uniforme da parata insieme ad un musicante della marina statunitense nel 2011

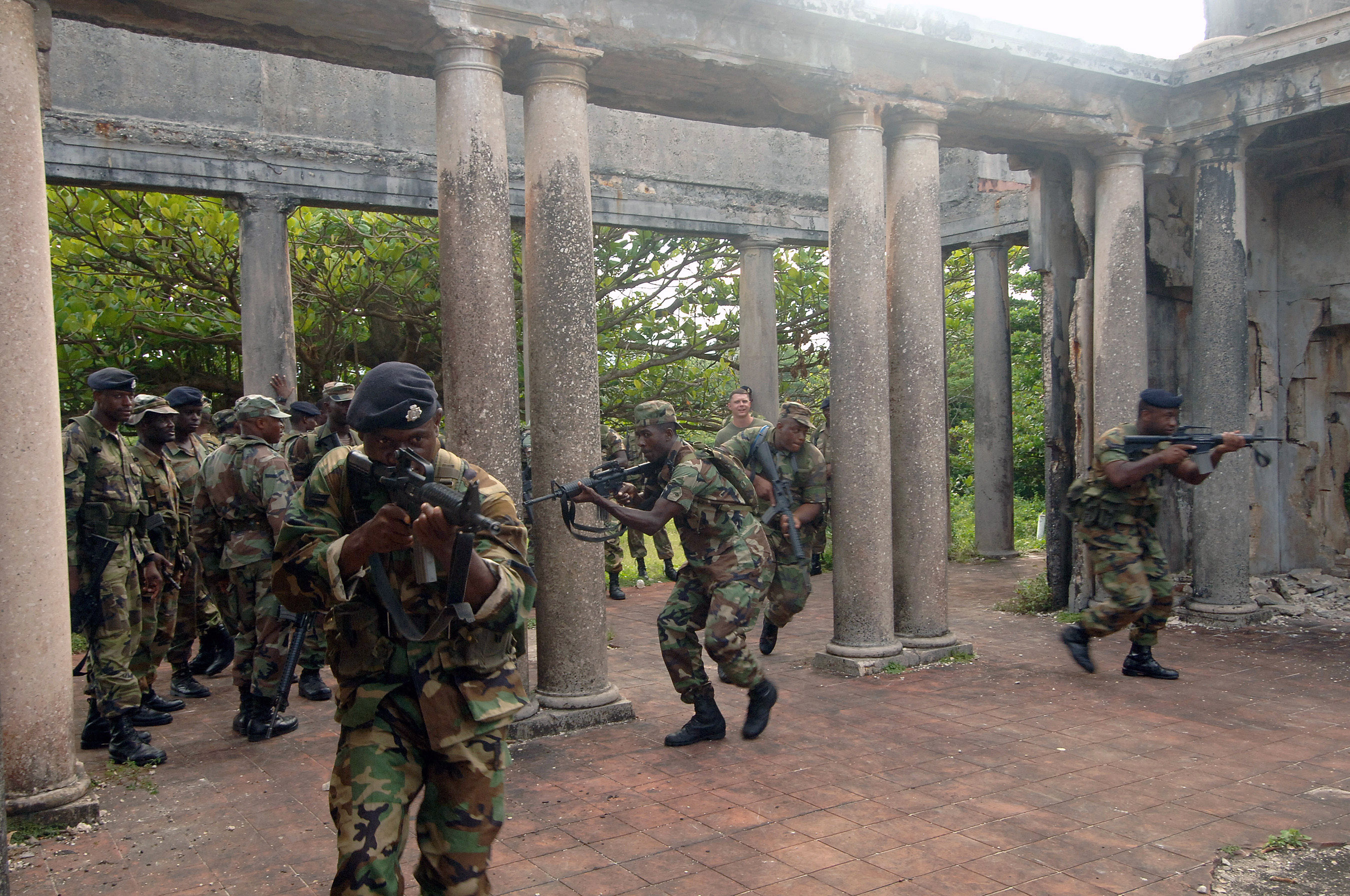
Fanti giamaicani in addestramento con gli istruttori dello United States Marine Corps

La struttura iniziale verteva su due unità in servizio regolare, la Headquarters and Support Units (unità quartier generale responsabile del comando e dei servizi logistici della forza armata) ed appunto il 1º Battaglione Jamaica Regiment (l'unità operativa di fanteria leggera), ed una di riservisti mobilitabili solo in caso di guerra, il Reserve Battalion poi rinominato 3º Battaglione Jamaica Regiment (National Reserve) nel 1963. Nel 1962, poco dopo la creazione della forza armata, fu istituita una formazione navale alle dipendenze dell'unità quartier generale, denominata Jamaica Sea Squadron e dotata di tre piccoli pattugliatori ceduti dagli Stati Uniti; nel 1963 fu la volta dell'unità aerea, denominata Jamaica Air Wing e dotata di quattro Cessna 185, e dell'unità di genieri, denominata Force Engineer Unit, sempre tutte alle dipendenze dell'unità quartier generale. Nel 1977 la forza navale (rinominata Jamaica Defence Force Coast Guard) e quella aerea vennero costituite in unità indipendenti dal quartier generale, mentre i genieri seguirono la stessa sorte nell'agosto del 1991 (con il nome di 1st Engineer Regiment). Le donne furono ammesse al servizio militare nel 1976, inserite nelle unità logistiche e di supporto della JDF; nel 1979, per far fronte al pericolo di disordini durante un periodo preelettorale, le otto compagnie del 1º Battaglione furono suddivise in due unità dando vita ad una seconda formazione regolare di fanteria, il 2º Battaglione Jamaica Regiment.
Il primo impiego militare estero della JDF si ebbe nell'ottobre del 1983, quando un contingente giamaicano fu inviato ad unirsi alle forze dell'Organizzazione degli Stati Americani impegnate nell'operazione Urgent Fury, l'invasione statunitense di Grenada, anche se non venne coinvolto in combattimenti; nel 1994 la Giamaica partecipò alla sua prima operazione di peacekeeping in ambito ONU inviando un contingente ad unirsi alla missione UNMIH ad Haiti. Le unità della JDF furono più volte coinvolte nelle operazioni di soccorso alle popolazioni civili colpite da calamità naturali, sia in patria che all'estero: un contingente della guardia costiera fu inviato a Dominica nel 1976 dopo il passaggio dell'uragano David, mentre distaccamenti delle forze terrestri furono inviati ad Antigua, Dominica e Saint Lucia nel 1989 dopo il passaggio dell'uragano Hugo, alle Bahamas nel 1992 dopo l'uragano Andrew e ad Antigua, Barbuda ed Anguilla nel 1995 dopo l'uragano Luis; due membri della guardia costiera giamaicana furono inviati in Alaska nel 1990 per partecipare alle operazioni di pulizia dopo il naufragio della petroliera Exxon Valdez. Le unità della JDF, ed in particolare i genieri, furono impiegate in diverse operazioni in patria, in particolare nella riparazione ed allestimento di infrastrutture quali strade ed acquedotti nelle zone disagiate dell'isola; contingenti armati della JDF furono più volte schierati nei primi anni 2000 a fianco dei reparti di polizia nazionale nella lotta contro le bande criminali e di trafficanti di droga nei maggiori centri urbani.

## Struttura

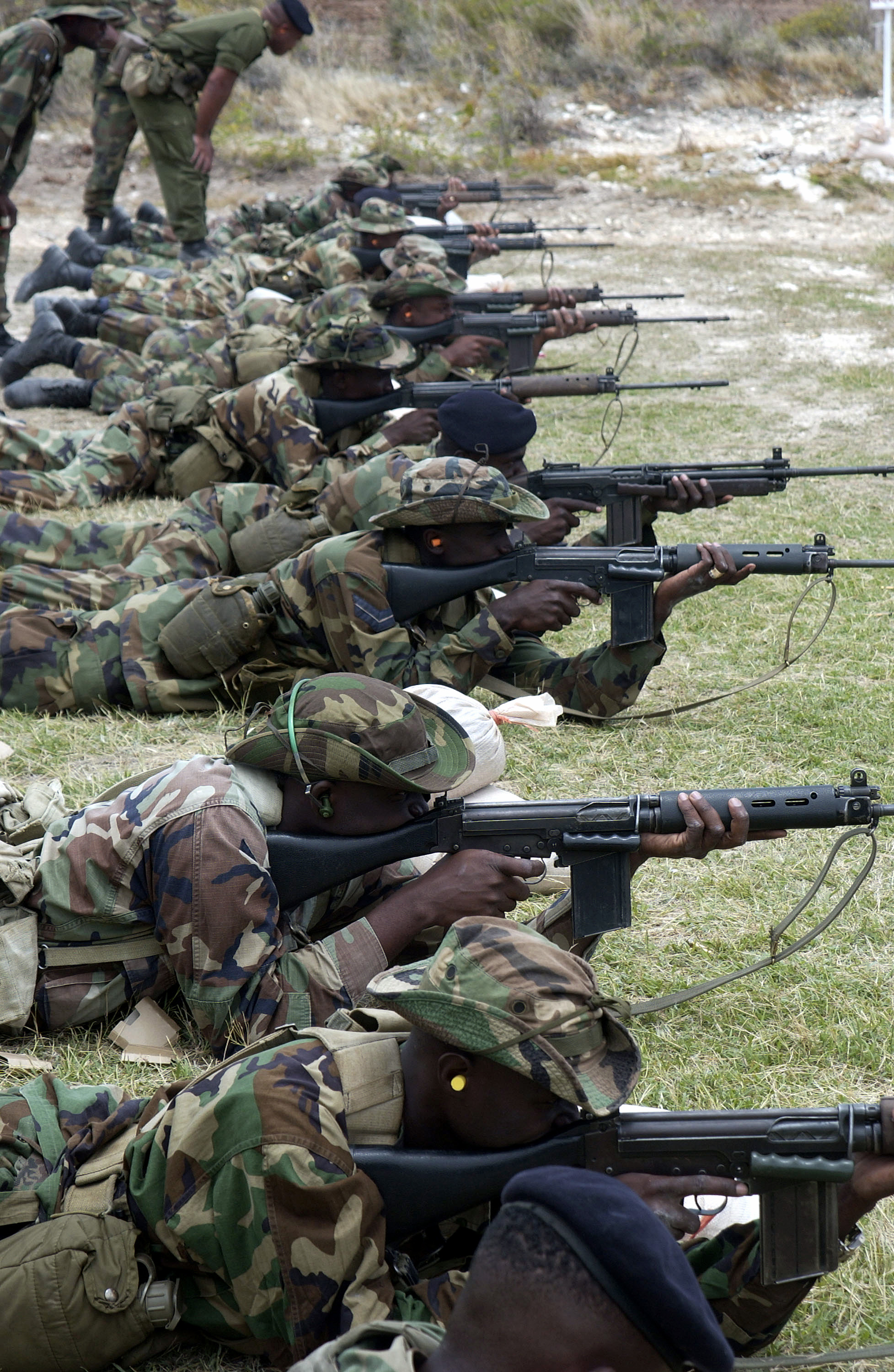
Soldati giamaicani si addestrano al tiro durante un'esercitazione ad Antigua nel 2002; le armi sono fucili d'assalto L1A1, versione britannica del FN FAL belga

L'Headquarters Jamaica Defence Force (HQ JDF) è la struttura incaricata del comando dell'intera forza, responsabile per le attività amministrative, operative, di pianificazione, di formazione e logistiche; la sua sede è ad Up Park Camp, nella capitale Kingston. Il maggior generale Rocky Ricardo Meade riveste dal 2016 la carica di capo di stato maggiore della JDF.

### Forze terrestri
Subordinate al HQ JDF vi sono sette principali unità terrestri:
- Headquarters Jamaica Defence Force Intelligence Unit (HQ JDF Int Unit): a dispetto del nome si tratta di un'unità indipendente dall'HQ JDF; è la sezione incaricata di tutte le attività di intelligence delle forze giamaicane e della nazione in generale, operando anche in ambiti di sicurezza civile come il contrasto alla criminalità organizzata ed ai trafficanti di droga.
- 1st Battalion, The Jamaica Regiment (1JR): una delle due unità operative in servizio regolare, è un battaglione di fanteria leggera strutturato su una compagnia comando e tre compagnie fucilieri.
- 2st Battalion, The Jamaica Regiment (2JR): seconda unità operativa regolare, come il precedente è un battaglione di fanteria leggera strutturato su una compagnia comando e tre compagnie fucilieri.
- 3rd Battalion, The Jamaica Regiment (National Reserve) (3JR) (NR): unità di riservisti nazionale, mantenuta ad organico ridotto in tempo di pace e completamente mobilitata solo in caso di guerra o di gravi emergenze; la struttura è identica ai battaglioni regolari.
- 1 Engineer Regiment (JDF) : l'unità di genieri della JDF, è responsabile di tutte le operazioni di ingegneria militare della forza; è strutturato su quattro "squadroni", uno di genieri da combattimento e demolizioni, uno di costruzioni, uno logistico ed uno per la manutenzione delle attrezzature.
- Support and Services Battalion (Sp Svcs Bn): creato nel 1973 riunendo in un unico organismo tutti i servizi prima affidati all'unità quartier generale, è costituito da un insieme di piccoli distaccamenti responsabili dei vari servizi di base della JDF come l'assistenza medica, i trasporti, la manutenzione di armi e munizioni, le trasmissioni, l'amministrazione e le funzioni di polizia militare.
- Combat Support Battalion (Cbt Sp Bn): unità creata nel gennaio del 2009, è una forza d'élite altamente addestrata e dotata degli equipaggiamenti più moderni, una sorta di unità di forze speciali incaricata di dare sostegno specializzato in combattimento ai battaglioni operativi.

L'organizzazione di base ed il sistema dei gradi rispecchiano quelli delle forze armate britanniche, e lo stesso Regno Unito (insieme al Canada ed agli Stati Uniti) provvede all'addestramento degli ufficiali della JDF. Arma standard della fanteria giamaicana è il fucile d'assalto L1A1 Self-Loading Rifle (SRL), versione britannica del FN FAL di produzione belga; tra le armi di difesa personale, oltre alle pistole Browning HP, diffusi sono i mitra Sterling britannici, i quali sono in via di sostituzione dal 1992 con i più moderni fucili d'assalto bullpup Enfield SA-80 (L-85). Come armi d'appoggio sono usate le mitragliatrici belghe FN MAG (la versione britannica L7A1) e le statunitensi Browning M2, oltre ai lanciagranate M79 americani; nel campo dei mortai sono in dotazione sia i britannici Ordnance L16 81mm che i più datati Ordnance SBML 2-inch. La JDF non dispone di mezzi corazzati tranne che per una dozzina di blindati Cadillac Gage Commando V-150.

### Guardia costiera

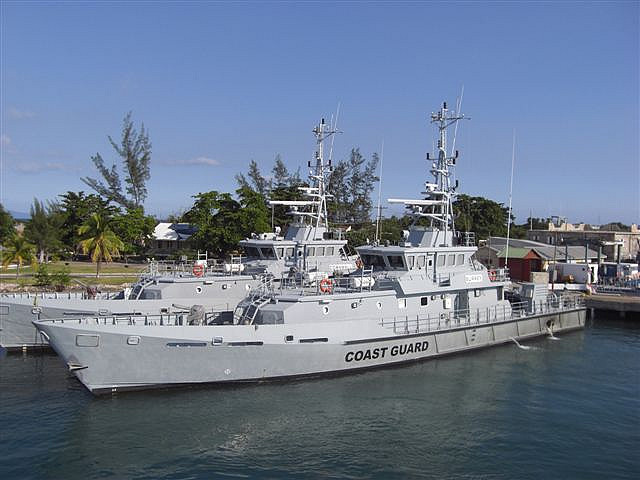
Due dei pattugliatori classe County giamaicani

La JDF Coast Guard (JDFCG) è la componente navale della forza armata giamaicana, responsabile di tutte le operazioni in mare: controllo delle acque territoriali, controllo del rispetto delle leggi giamaicane in materia di circolazione navale, immigrazione, inquinamento e pesca, ricerca e soccorso, lotta al contrabbando ed al traffico di droga; la JDFCG utilizza il sistema di gradi e l'organizzazione di base della Royal Navy, e le sue imbarcazioni portano il prefisso navale HMJS ("His/Her Majestic Jamaican Ship"). La guardia costiera dispone di una propria unità di riservisti, la JDF Coast Guard (National Reserve).
Nucleo centrale della guardia costiera sono tre pattugliatori d'altura della classe County (gli HMJS Cornwall, Middlesex e Surrey), costruiti dalla ditta olandese Damen Group ed entrati in servizio tra il 2005 ed il 2006; ad essi si affiancano due più piccoli pattugliatori costieri (lo HMJS Fort Charles e lo HMJS Paul Bogle, entrati in servizio rispettivamente nel 1974 e nel 1985) ed un certo numero di piccoli motoscafi e vedette per le operazioni sottocosta.

### Forze aeree
La Jamaica Defence Force Air Wing (JDF AW) è la branca aerea della forza armata giamaicana, responsabile del controllo dello spazio aereo della nazione, del supporto alle operazioni terrestri e del trasporto di personale e materiali; essa opera anche in ambito civile, con missioni di supporto alla polizia nazionale, di evacuazione medica, di ricerca e soccorso e di trasporto VIP. Per adempiere ai suoi compiti la forza dispone di uno squadrone di aerei da ala fissa (principalmente velivoli da collegamento e trasporto leggero come Cessna 210, Britten-Norman BN-2 Islander e Diamond DA40) e di uno di elicotteri (mezzi multiruolo come i Bell 407, i Bell 412 e gli Eurocopter AS355).